# Pubis angelical (pel·lícula)
 Pubis angelical és una pel·lícula de l'Argentina filmada en Eastmancolor estrenada el 12 d'agost de 1982.
Dirigida per Raúl de la Torre. Escrita per Raúl de la Torre, Manuel Puig, segons la novel·la homònima de Manuel Puig. Protagonitzada per Alfredo Alcón, Graciela Borges i Pepe Soriano. Coprotagonitzada per China Zorrilla, Nora Cullen i Arturo García Buhr. També, va comptar amb l'actuació especial de Silvia Pinal.
El director de fotografia va ser el futur director de cinema Juan Carlos Desanzo.

## Sinopsi
En un hospital de Mèxic, una dona argentina està internada. La pel·lícula refereix les seves fantasies nocturnes com a estrella de cinema o prostituta i en la seva lucidesa evoca un frustrat matrimoni i l'abandó de la seva filla.

## Repartiment
- Alfredo Alcón …Pozzi / Oficial hongarès / Thea / Galán / LZ44 / Ancià pagès / Soldat cec
- Graciela Borges …Ana / Ella / W218 / Dorita
- Pepe Soriano …Alejandro López Castañón / Productor de cinema / Espòs d'Ana / Ancià
- Silvia Pinal …Beatriz
- Nora Cullen …Mare d’Alejandro / Comensal boite fantasoa
- China Zorrilla …Mare d’Ana / Comensal en boite / Despojo en cárcel
- Arturo García Buhr …Pare d’Ana
- Alfredo Zemma
- Cristina Allende
- Juan Carlos Puppo
- Rosa Weber de Tojo
- Adriana Parets
- Armando Capó
- Ricardo Jordán
- Marisol Dinucci
- Verónica Llinás
- Natán Solans
- Fernando Madanes
- Daniel Lago
- Susana Nova
- Marta Monteagudo
- Graciela Figueroa
- Miriam Magalí
- Cecilia Sada
- Alejandro Libertella
- Diana Burstyn
- Adrián Beyro
- Tony Lestingi
- Mario Martínez
- Roberto Blanasco
- Claudio Garrido
- Carlos Vega
- Elba Cerrato Plá
- Gianna Giannini
- Rafael Rinaldi
- Juan Esparrach
- Hugo Gregorini
- Rubén Estrella
- Max Berliner
- Néstor Francisco
- Fernando Di Leo
- Maggie Fontán
- Oscar López
- Isabel Gregorini
- Carlos Verón
- Aito Pelleschi
- Lilian Riera

## Censura pre-estrena
La novel·la de Puig havia tingut èxit comercial, i els fons per a realitzar una pel·lícula sobreella van ser obtinguts amb facilitat, però alguna cosa ocorria perquè la seva estrena es demorava. Sens dubte, la titulació triada per Puig —que abans havia publicat El beso de la mujer araña i Boquitas pintadas— havia de provocar cada vegada més susceptibilitats en les esferes de la última dictadura cívic-militar (1976–1983), que venia de fracassar en la Guerra de les Malvines. Quan alguns periodistes van intentar esbrinar en l'Ens de Qualificació el perquè de la demora, no van trobar resposta.

En aquesta mateixa època un periodista li va preguntar la seva opinió referent a la demorada estrena a l'infame censor Miguel Paulino Tato, que havia estat l'anterior cap retirat de l'Ens, i qui va donar el motiu pel qual ell no hagués autoritzat l'exhibició: 
| « | «Perquè mai s'ha de deixar passar un títol semblant. Una pel·lícula amb aquest títol ha de ser una barbaritat i l'Estat argentí no pot gastar plata en aquests bunyols». | » |

## Comentaris
Rómulo Berruti va escriure:
| « | «En l'interpretatiu…brinda treballs estimulants.» | » |

La Nación va opinar:
| « | «La pel·lícula resulta incoherent i confusa…el generós desplegament escenogràfic ajuda per moments a crear una atmosfera de suggestió i misteri.» | » |

Clarín dijo:
| « | «Una història pueril de la política argentina.» | » |

Manrupe i Portela escriuen:
| « | «PPretensiós, inconnex i amb una anècdota infantil, és un dels primers films del procés a parlar del peronisme i la subversió.» | » |